# مست عشق (ترانه بیانسه)
«مست عشق» تک‌آهنگی از هنرمند اهل ایالات متحده آمریکا بیانسه است که در ۱۷ دسامبر ۲۰۱۳ منتشر شد. این تک‌آهنگ در آلبوم بیانسه قرار داشت.
این تک‌آهنگ در چارت‌های ، در رتبه اول و در چارت‌های بریتانیا، جزو ده ترانه اول قرار گرفت.